# Mesure de Brown
Ne doit pas être confondu avec Mouvement brownien.
La mesure de Brown est un terme de l'analyse fonctionnelle qui généralise la mesure spectrale pour les opérateurs dans l'algèbre de von Neumann de type II. Le terme a été introduit 1983 par Lawrence G. Brown. La mesure de Brown est utilisée entre autres dans la théorie des matrices aléatoires.

## Mesure de Brown
Soit {\displaystyle {\mathcal {M}}} une algèbre de von Neumann avec un état {\displaystyle \tau } tracial, normale et fidèle. Pour
{\displaystyle T\in {\mathcal {M}}}, soit {\displaystyle \mu _{|T|}} la mesure spectrale de {\displaystyle |T|=(T^{*}T)^{1/2}} par rapport à {\displaystyle \tau }.
Le déterminant opérateur suivant est appelé déterminant de Fuglede-Kadison (en)
{\displaystyle \Delta (T)=\exp \left(\int _{0}^{+\infty }\ln t\,\mathrm {d} \mu _{|T|}(t)\right).}
Brown a prouvé qu'il existe une mesure de probabilité unique {\displaystyle \mu _{T}} avec support compact sur {\displaystyle \mathbb {C} } et  {\displaystyle \mu _{T}} a la propriété
{\displaystyle \ln \Delta (T-\lambda \mathbf {1} )=\int _{\mathbb {C} }\ln |z-\lambda |\mathrm {d} \mu _{T}(z),\quad \lambda \in \mathbb {C} .}
Cette mesure {\displaystyle \mu _{T}} est appelée la mesure de Brown.